# Maria Helena Spínola
Maria Helena Martin Monteiro de Barros Spínola ComB (Anjos, Lisboa, 14 de junho de 1913 — Ajuda, Lisboa, 23 de Maio de 2002) foi a esposa do general e Presidente da República Portuguesa António de Spínola, e por inerência Primeira-dama de Portugal.

## Biografia
Nasceu a 14 de junho de 1913, no 1.º andar do n.º 25 da rua Rafael Andrade, na freguesia dos Anjos, em Lisboa, filha do brigadeiro João de Azevedo Monteiro de Barros, natural de Angra do Heroísmo, e da alemã Gertrud Elisabeth Martin Moerder Monteiro de Barros, natural de Hamburgo. Era irmã de José Monteiro de Barros, antigo colega de Spínola no Colégio Militar. 
Casou a 18 de agosto de 1932, na 8.ª Conservatória do Registo Civil de Lisboa, aos 19 anos, com autorização parental por ser ainda menor, com António de Spínola. O casamento com ela acabaria por se traduzir numa ainda maior aproximação de Spínola aos meios militares e a Oliveira Salazar.
Helena acompanhou sempre o seu marido quando ele esteve colocado em várias das colónias portuguesas existentes naquela época. A 5 de Julho de 1968 foi feita Comendadora da Ordem de Benemerência.
Morreu a 23 de maio de 2002, na freguesia da Ajuda, em Lisboa.